# Droujba (oblast de Jytomyr)
Pour les articles homonymes, voir Droujba.
Droujba (en ukrainien et en russe : Дружба) est une commune urbaine de l'oblast de Jytomyr, en Ukraine. Sa population s'élevait à 485 habitants en 2013.

## Géographie
Droujba se trouve à 20 km à l'est d'Olevsk, centre administratif du raïon et à 113 km au nord de Jytomyr.

## Histoire
Droujba a été fondée après la Seconde Guerre mondiale pour assurer le développement des gisements de quartz dans la région. Droujba a le statut de commune urbaine depuis 1961. 

## Population
Recensements (*) ou estimations de la population :
| 1970* | 1979* | 1989* | 2001* |
| ----- | ----- | ----- | ----- |
| 598   | 996   | 1 021 | 552   |

| 2010 | 2011 | 2012 | 2013 |
| ---- | ---- | ---- | ---- |
| 507  | 491  | 490  | 485  |

## Transports
Droujba se trouve à 135 km de Jytomyr par le train et à 148 km par la route.  